# Jenna Martin
Jenna Martin (* 31. März 1988 in Liverpool) ist eine ehemalige kanadische Leichtathletin, die im Sprint antritt und sich auf die 400-Meter-Distanz spezialisiert hat.

## Sportliche Laufbahn
Erste internationale Erfahrungen sammelte Jenna Martin im Jahr 2003, als sie bei den Jugendweltmeisterschaften im kanadischen Sherbrooke mit 55,85 s im Halbfinale über 400 Meter ausschied und mit der kanadischen Sprintstaffel (1000 Meter) in 2:09,03 min den vierten Platz belegte. 2007 gewann sie bei den Panamerikanischen Juniorenmeisterschaften in São Paulo in 51,91 s die Silbermedaille über 400 Meter und belegte mit der 4-mal-400-Meter-Staffel in 3:38,75 min den vierten Platz. Im Jahr darauf gewann sie bei den U23-NACAC-Meisterschaften in Toluca in 52,45 s die Bronzemedaille über 400 Meter hinter den Jamaikanerinnen Bobby-Gaye Wilkins und Anastasia Le-Roy und sicherte sich auch im Staffelbewerb in 3:35,26 min die Bronzemedaille hinter den Teams aus Jamaika und den Vereinigten Staaten. 2009 schied sie mit der Staffel bei den Weltmeisterschaften in Berlin mit 3:29,17 min im Vorlauf aus und 2011 belegte sie bei der Sommer-Universiade in Shenzhen in 53,11 s den fünften Platz über 400 Meter. Anschließend verpasste sie mit der Staffel bei den Weltmeisterschaften in Daegu mit 3:27,92 min den Finaleinzug. Im Jahr darauf nahm sie über 400 Meter an den Olympischen Sommerspielen in London teil und schied dort mit 52,83 s im Semifinale aus. 2013 schied sie bei den Weltmeisterschaften in Moskau mit der Staffel mit 3:31,09 min im Vorlauf aus und bei den IAAF World Relays 2014 auf den Bahamas wurde sie in 3:32,58 min Dritte im B-Finale über 4-mal 400 Meter. 2016 beendete sie dann ihre aktive sportliche Karriere im Alter von 28 Jahren.
In den Jahren 2011 und 2012 wurde Martin kanadische Meisterin im 400-Meter-Lauf.

## Persönliche Bestleistungen
- 400 Meter: 51,53 s, 29. Juni 2012 in Calgary
  - 400 Meter (Halle): 52,32 s, 2. März 2008 in Fayetteville